# Râul Hodoș (Șaroș)
Râul Saroș este un curs de apă, afluent al râului Târnava Mare, aval de localitatea Șaroș pe Târnave

## Hărți
- Harta județului Sibiu